# Boyceville (Wisconsin)
Boyceville es una villa ubicada en el condado de Dunn en el estado estadounidense de Wisconsin. En el Censo de 2010 tenía una población de 1.086 habitantes y una densidad poblacional de 107,79 personas por km².

## Geografía
Boyceville se encuentra ubicada en las coordenadas 45°2′34″N 92°2′19″O / 45.04278, -92.03861. Según la Oficina del Censo de los Estados Unidos, Boyceville tiene una superficie total de 10.08 km², de la cual 9.98 km² corresponden a tierra firme y (0.93%) 0.09 km² es agua.

## Demografía
Según el censo de 2010, había 1.086 personas residiendo en Boyceville. La densidad de población era de 107,79 hab./km². De los 1.086 habitantes, Boyceville estaba compuesto por el 97.51% blancos, el 0.18% eran afroamericanos, el 0.55% eran amerindios, el 0.09% eran asiáticos, el 0% eran isleños del Pacífico, el 0.83% eran de otras razas y el 0.83% pertenecían a dos o más razas. Del total de la población el 1.75% eran hispanos o latinos de cualquier raza.